# Université du Maryland, comté de Baltimore
L'université du Maryland, comté de Baltimore (également connue sous l'appellation UMBC, de l'anglais « University of Maryland, Baltimore County ») est une université publique américaine située principalement sur la communauté de Catonsville dans l'État du Maryland aux États-Unis.

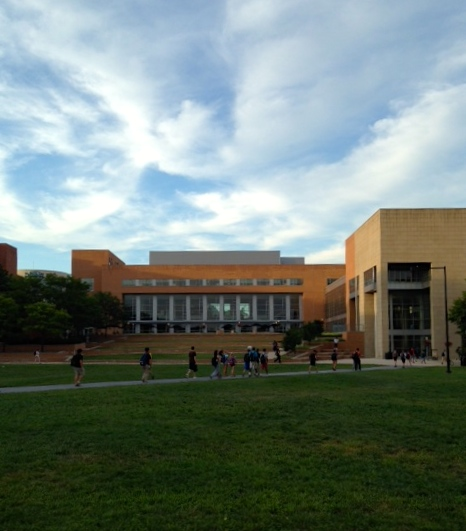
"The Commons"à l'université du Maryland, Comté de Baltimore.